# Andrzej Klubiński

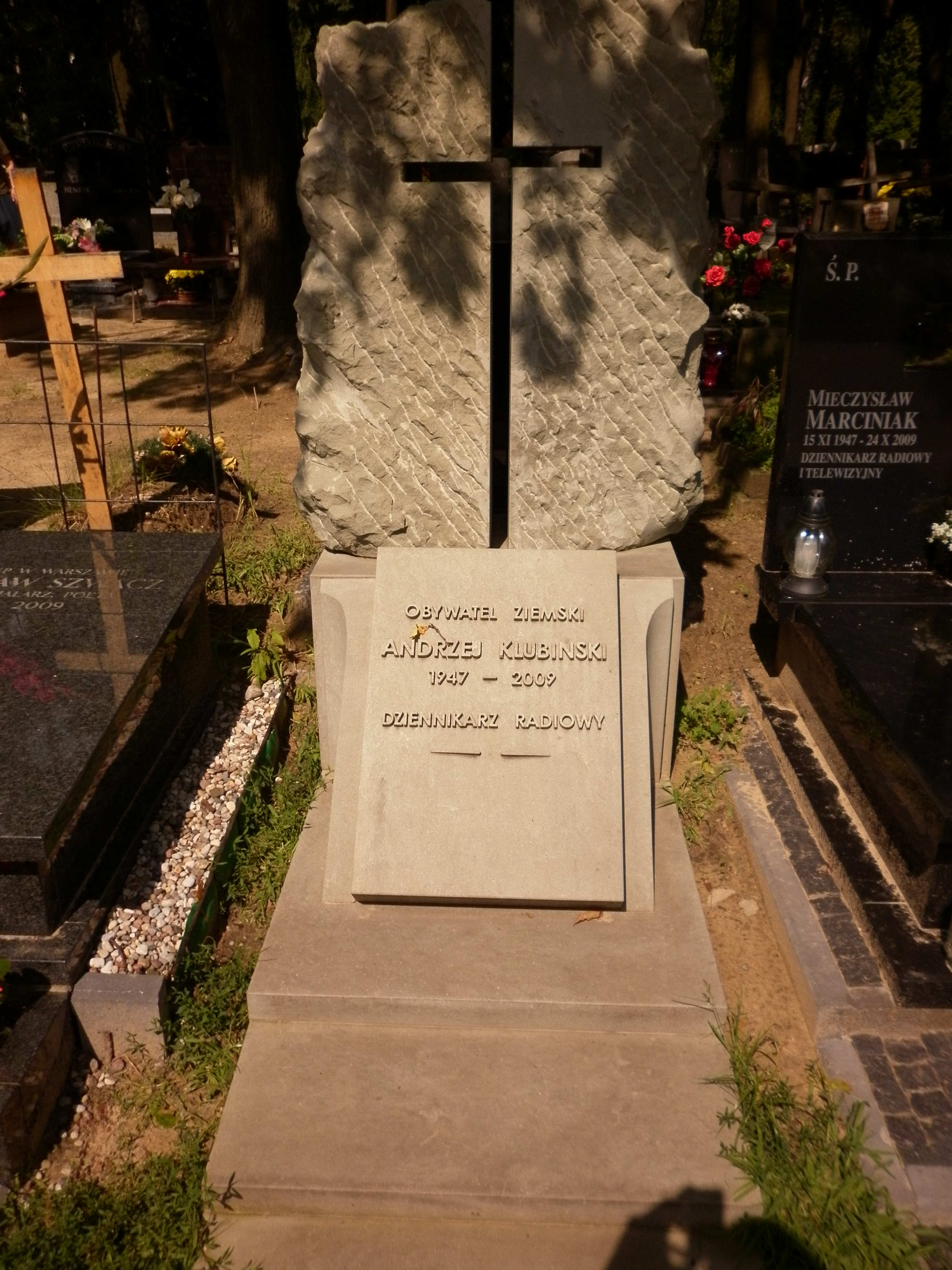
Grób Andrzeja Klubińskiego na Cmentarzu Wojskowym na Powązkach

Andrzej Klubiński (ur. 1948, zm. 3 lipca 2009) – polski dziennikarz radiowy, wieloletni pracownik Polskiego Radia i jego korespondent w krajach bałtyckich.

## Życiorys
Po ukończeniu w 1970 studiów polonistycznych na Uniwersytecie Warszawskim podjął pracę w Polskim Radiu. Pracował m.in. w Redakcji Audycji Literackich oraz w Studiu Młodych i jako kierownik Redakcji Aktualności Programu III. W 1992 został dziennikarzem Informacyjnej Agencji Radiowej. W latach 1995–2006 był korespondentem Polskiego Radia w Wilnie, przekazywał również relacji z Estonii i Łotwy.
W 2001 został odznaczony Srebrnym Krzyżnem Zasługi. W 2005 został odznaczony przez Prezydenta Litwy Krzyżem Kawalerskim Orderu Zasługi dla Litwy. Został pochowany na Cmentarzu Komunalnym na Powązkach (kwatera E-20-8).